# Capitalismo, socialismo y la trampa neoclásica
Capitalismo, socialismo y la trampa neoclásica ("Capitalismo, socialismo e a armadilha neoclássica") é um livro de 2024 do presidente argentino Javier Milei.

## Publicação
"Capitalismo, socialismo y la trampa neoclásica" é o 18º livro escrito por Javier Milei, e o primeiro escrito e publicado durante seu primeiro mandato como presidente da Argentina.
O livro teve uma primeira edição de 5000 unidades, lançada a tempo de estar disponível na Feira Internacional do Livro de Buenos Aires de 2024. Foi seguido por uma segunda edição de 2000 livros, e uma terceira também de 2000 livros. O projeto inicial era apresentá-lo na Feira do Livro, mas isso não foi feito. Milei relatou que os organizadores da feira foram abertamente hostis a ele, a ponto de poderem sabotar a apresentação e até mesmo permitir ações violentas contra ela.
O livro foi apresentado em uma apresentação no Luna Park, que começou com Milei cantando a música "Panic Show" de La Renga, ao lado de uma banda de rock criada para o momento. Milei frequentemente usa um leão como símbolo de sua imagem pessoal, e a letra da música (que não é política) descreve um leão. Milei frequentemente usou tais acrobacias durante sua campanha presidencial de 2023. Depois disso, o evento continuou como uma explicação tradicional do conteúdo de um livro sendo lançado. Ele criticou aqueles que reclamam de monopólios gerados por práticas comerciais, mas não rejeitam com igual força os monopólios estatais.

## Conteúdo
O livro faz uma forte defesa das políticas de livre mercado e rejeita qualquer forma de intervenção de mercado, pois isso levaria inevitavelmente ao socialismo. O livro descarta o conceito de falhas de mercado: tais falhas seriam, na verdade, uma dificuldade no sistema econômico para levar em conta todas as nuances do mundo real, e tentar "consertá-las" seria um esforço fadado ao fracasso para acomodar a realidade à doutrina econômica, em vez de reformulá-la para refletir essas circunstâncias. Em especial, o autor aponta que os economistas neoclássicos e neokeynesianistas se recusam a aceitar que suas doutrinas econômicas não funcionam e, em vez disso, abusam de supostas falhas de mercado para explicar as falhas de suas doutrinas econômicas.